# Bacherswall
Der Bacherswall bezeichnet eine ehemalige slawische Holzburg auf der Halbinsel Nonnenhof in der Lieps bei Neubrandenburg in Mecklenburg-Vorpommern. Diese Anlage wurde im 7. Jahrhundert angelegt und hatte den Charakter einer Fluchtburg. Die Blütezeit der Burg konnte anhand von Fundstücken in die zweite Hälfte des 8. Jahrhunderts gelegt werden. Der Name ist vermutlich auf Bacher – eine ältere Bezeichnung für ein junges männliches Wildschwein – zurückzuführen. In Kriegszeiten diente sie der um den See siedelnden Bevölkerung als Zufluchtstätte. Durch den Bau der Vierrademühle in Neubrandenburg wurde der Tollensesee samt Lieps um 1,5 bis 2,0 Meter angestaut. Dadurch wurden weite Teile der Anlage im 13. Jahrhundert überflutet.
Die Gesamtgröße der Anlage betrug annähernd 10.000 m² wovon 9.200 m² unter dem heutigen Wasserspiegel liegen. Landseitig diente ein 20 m breiter und 140 m langer Erdwall mit hohem Palisadenzaun als Hindernis. Wie hoch der Wall war, konnte man nicht mehr feststellen, da das Gelände lange als Ackerfläche genutzt und somit Spuren vernichtet wurden. Bei Ausgrabungen in den 1980er Jahren konnte man feststellen, dass es vor dem Wall einst einen breiten Graben gab. In der Nähe der Burg gab es eine Vorburgsiedlung. Die zu den Feldberger Burgen gehörende Anlage wurde im frühen 9. Jahrhundert aufgegeben. Die Anlage war mittels Holzbrücken mit der Insel Hanfwerder sowie über die Insel Kietzwerder mit Prillwitz verbunden. Die Länge der Brücken muss annähernd 250 Meter betragen haben.
Der Bacherswall liegt heute unzugänglich im Naturschutzgebiet Nonnenhof und unterliegt den Restriktionen des Naturschutz. Einen Landweg zum Burgwall gibt es nicht.
Schriftliche Quellen und Überlieferungen zu dieser Burg gibt es nicht, dennoch hat sie eine Eigenartigkeit. Nachdem sie im 9. Jahrhundert aufgegeben wurde, hat man das Gelände offenbar unberührt belassen. Die Slawen lebten in umliegenden Dörfern und Burgen weitere 400 Jahre lang.
In der Nähe des Bacherswalls wird das Slawenheiligtum Rethra auf Inseln am Südende des Tollensesees oder in der Lieps vermutet, welches sich hier im 11. Jahrhundert befand.